# Brothers: A Tale of Two Sons
Brothers: A Tale of Two Sons (укр. Брати: Оповідь про двох синів) — це пригодницька гра, розроблена Starbreeze Studios та опублікована 505 Games для Xbox 360, Microsoft Windows, PlayStation 3, PlayStation 4, Xbox One, iOS, Android, Windows Phone та Nintendo Switch. Події відбуваються у фентезійному світі, наповненому вигаданими істотами, такими як орки та тролі, де двоє молодих братів вирушають у подорож, щоб знайти ліки від хвороби свого батька. Гру часто згадують як приклад художності у відеоіграх через її важкий наратив. Станом на січень 2015 року було продано понад 800 000 копій.

## Ігровий процес
Ігровий процес відбувається з боку третьої особи з видом на двох братів. Брати пересуваються окремо за допомогою двох стіків на геймпаді. Тригери контролера також змушують відповідного брата взаємодіяти з ігровим світом, наприклад, спілкуватися з НІП-ем, або хапатися за виступ або предмет. Старший брат сильніший з двох і може перетягувати важелі або піднімати молодшого брата на більш високі місця, тоді як молодший може проходити у вузьких місцях. Гравець прогресує, керуючи двома братами одночасно, щоб виконувати різні головоломки, що часто вимагає від гравця виконання функцій обох братів (наприклад, один відволікає ворожого НІП-а, а інший його обходить). Якщо один з братів впаде з великої висоти або постраждає, гра починається на останньому чекпоінті. Всі внутрішньоігрові діалоги засновані на вигаданій мові, що створена на основі ліванської арабської, тому історія передається через дії, жести та емоції.

## Сюжет
Історія починається з того, як хлопчик на ім'я Найє віддає шану на могилі своєї мертвої матері, яка потонула в морі, а він не зміг її врятувати. Старший брат, Найа, закликає його допомогти їхньому хворому батькові дістатися до сільського лікаря, який, у свою чергу, каже, що єдиний спосіб його врятувати — це зібрати води з Дерева Життя. Брати вирушають у подорож через село, пагорби та гори, зіткнувшись із викликами, наприклад: місцевий хуліган, агресивна собака фермера та смертоносні вовки. Вони також допомагають іншим по дорозі — возз'єднати дружню пару тролів, врятувати людину, що робить спробу самогубства, та допомогти винахіднику.
Зрештою, брати рятують дівчину яку приносили у жертву. Дівчина в свою чергу допомагає їм у їхній подорожі і починає спокушати Найа, обманюючи братів увійти в печеру. Потрапивши всередину, вона перетворюється на жахливого павука і намагається з'їсти Найа. Братам вдається зірвати її та вбити, відтягуючи ноги — але не раніше, ніж вона завдала смертельного удару Найеві. Наближаючись до кінця своєї подорожі, брати нарешті дістаються до Дерева Життя; Найа наполягає на тому, щоб Найє наважився досягти верхівки дерева. Він збирає Воду Життя, але, спускаючись, виявляє, що Найа вже помер від своєї травми і неможливо відродити його, використовуючи воду. Найє ховає старшого брата і сумує за ним, перш ніж повернутися в село.
Діставшись до берега, Найє стикається з водною перешкодою, але завдяки духовному керівництву матері й брата він нарешті долає свій страх перед водою. Зрештою, прибувши до села, він дає лікарю воду, а батько одужує від своєї хвороби за ніч. Невдовзі після цього Найє та його батько сумують над надгробками як матері, так і Найа.

## Розробка
Брати: Оповідь про двох синів, раніше відома під назвою P13, була розроблена Starbreeze Studios і стала першою грою, що вийшла завдяки видавничому партнерству з 505 Games. Гра використовує Unreal Engine 3, і була розроблена у співпраці зі шведським режисером, що отримав нагороди, Йозефом Фаресом.
Starbreeze продав інтелектуальну власність на гру видавництву 505 Games за 500 000 доларів у січні 2015 року. 505 Games продовжували розробляти гру для додаткових платформ, включаючи PlayStation 4 та Xbox One, випущені в середині 2015 року, з коментарями режисера, саундтреком та галереєю концептних малюнків. Мобільні версії гри з'явилися протягом наступного року; версія iOS була випущена 22 жовтня 2015 року а версія гри Android вийшла 26 травня 2016 року.
505 Games також розробила версію для Nintendo Switch, випущеного 28 травня 2019 р. Ця версія включає в себе спеціальний режим кооперативу для двох гравців, де кожен гравець керує одним із двох братів у грі.

## Зустріч критиками

### Критика
PC версія гри стала «загально визнаною», в той час як решта консольних версій отримали «в цілому позитивні відгуки», в відповідно до сайту Metacritic.
IGN заявила, що гра «може бути найкращою грою, з часів Journey». 1UP.com сказав: «Я був не зовсім впевнений, в що я потрапляв, коли кілька місяців тому я зустрівся зі шведським режисером Йозефом Фаресом. Я знав, що це має щось спільне зі Starbreeze, студією, яку деконструював Метт Леоне в минулому році. Але режисери, що переходили на відеоігри, їх ігри були менш видатними ніж фільми. Подивіться на Ваховських, Спілберга, Джона Ву…скажімо лише, що їх кінематографічні видання значно переважають їх аналоги відеоігор. Отже, що, режисер може показати мені у відеогрі, що вразило б мене під час найзайнятішого сезону у нашому середовищі? Ну, виявляється, Фарес був готовий дебютувати грою, що можна завантажити під назвою „Брати: Оповідь про двох синів“ і ось чому я мав надати всю мою увагу».
Джеймс Нуч з GamesMaster сказав, що «Гра — чарівна, хвилююча пригода, яке тече за своїм, радше спокійним темпом»,, але в остаточному огляді GamesMaster дав грі 91/100 пишучи, «Коротка, але дуже задовільно, це Ico в поєднанні з Limbo у світі Fable. Словом: зачаровуюче». Edge дав грі 7/10 у своєму огляді. Він високо оцінив візуальний стиль, темп та розповідь, а також елементи управління, сказавши, що схема управління «розуміє, що означає передавати сенс через взаємодію»; але він критикував відсутність впевненості у Starbreeze у створенні мистецької гри. Британський журнал GamesTM дав Brothers оцінку 8/10 у своєму огляді у номері 137.
Joystiq дав грі максимальний бал у своєму огляді, 5/5. Людвіг Кіцманн говорить: «Нечасто в грі виходить створити поєднання настільки міцне і навіть рідше, що ти сам стаєш сполучною тканиною». Офіційний журнал Xbox UK оцінив гру та її зворушливу історію та винахідливий контроль. Вони дали оцінку 9/10. the Digital Fix також похвалив гру та дав їй 10/10, а Роб Кершоу написав: «Брати — це не що інше, як тріумф, що яскраво світиться в вуглинках вмираючого вогню цього покоління консолі і нагадує нам усім, чому ми почали грати в ігри в першу чергу». GameTrailer оцінив гру 8,8/10 у своєму позитивному огляді, написавши «Гра, потирає лікті Ico та Journey, хоча сеттінг та стиль трохи традиційніші». Найбільший у Швеції ігровий сайт FZ.se оцінив гру 5/5 у своєму огляді, описуючи її як шедевр із дуже зворушливою історією, надзвичайно красивими пейзажами та винахідливими, добре втіленими елементами управління.
І IGN, і PC Gamer заявили, що «Брати» — одна з найкращих ігор 2013 року. IGN заявляє про це «Не секрет, що ми любимо Journey. Зрештою, це була наша Гра року 2012. І ми теж дуже любимо Fable […] Отже, поєднати ці дві гри в один кінематографічний твір, керований історією — написаний та оформлений шведським режисером — означало, що наш інтерес був підвищеним. І після того, як ми побачили гру, ми зрозуміли: це буде добре. Дійсно, дуже добре». Гра здобула нагороду «Найкраща інновація» під час номінації на «Найкращу сімейну гру» та «Найкраща історія» на нагородженні BAFTA 2014 року.

### Продажі
Станом на січень 2015 року продано 800 000 примірників.

### Нагороди
Гра виграла нагороду за кращу гру на Xbox на виставковому шоу VGX 2013 (раніше Spike Video Game Awards ; VGAs), змагаючись з Grand Theft Auto V, BioShock Infinite та Tomb Raider. Вона також виграла премію за найкращу ігрову інновацію на преміях Британської академії ігор 2014 року (BAFTA).